# راه (فیلم ۲۰۱۷)
راه (انگلیسی: The Way؛‏ کره‌ای: 길) یک فیلم درام محصول سال ۲۰۱۷ کره جنوبی به کارگردانی جونگ این بونگ است. در این فیلم کیم هه جا، سونگ جه هو و هو جین ایفای نقش کردند.

## بازیگران
- کیم هه جا در نقش سون ئه
- سونگ جه هو در نقش سانگ بوم
- هو جین در نقش سو می
- اون جو وان
- جی آن در نقش عشق اول سانگ بوم
- کیم جی سونگ در نقش یونگ سون ئه
- لی سونگ دوک
- پارک هیوک کوان
- کیم سونگ هیون در نقش جونگ گوانگ
- آن هه کیونگ در نقش همسر بیونگ چول
- شین وون هو در نقش یون سوک
- جو یون سو در نقش نوهٔ سانگ بوم